# NGC 7177
NGC 7177 é uma galáxia espiral barrada (SBb) localizada na direcção da constelação de Pegasus. Possui uma declinação de +17° 44' 14" e uma ascensão recta de 22 horas, 00 minutos e 41,2 segundos.
A galáxia NGC 7177 foi descoberta em 15 de Outubro de 1784 por William Herschel.